# Kirgizobia bohnei
Kirgizobia bohnei är en skalbaggsart som beskrevs av Aleksandr Sergeievich Danilevsky 1992. Kirgizobia bohnei ingår i släktet Kirgizobia och familjen långhorningar. Inga underarter finns listade i Catalogue of Life.